# 자혜학교
자혜학교는 경기도 수원시 권선구 탑동에 위치한 사립 특수학교이다. 지적장애 학생을 위한 특수교육기관으로 유치원, 초등학교, 중학교, 고등학교, 전공과 4개 과정을 운영하고 있다.

## 연혁
- 1973년 3월: 개교